# مرفأ بيروت الفينيقي
 يقع ميناء بيروت الفينيقي ، المعروف أيضًا باسم مرفأ بيروت الفينيقي والموقع الأثري BEY 0 3 9، بين شارع اللنبي وشارع فوش في بيروت، لبنان. أظهرت الدراسات أن الواجهة البحرية للعصر البرونزي تقع على بعد حوالي 300 متر (330 يارد) وراء الميناء الحديث بسبب التسوية الساحلية والطمي. تم التنقيب عنها ونشرتها جوزيت إيلاي وهلا صايغ في عام 2000 وتم تحديدها حتى العصر الحديدي الثالث والفترات الفارسية.  اثنين من القرن التاسع عشر العثماني وعثر الاحواض أيضا أثناء عملية البناء، فقط إلى الشمال من هذه المنطقة في المواقع الأثرية BEY 018 وBEY 019.
غطت الحفريات في BEY 039 3,000 متر مربع (0.30 ها) وشملت الضفة الغربية من الشمال إلى الجنوب التي تواجه الميناء حوالي 300 متر (980 قدم) من البحر. ويتكون من الرملة الحجر الرملي كتل قياس حوالي 60 سنتيمتر (24 بوصة) بواسطة 30 سنتيمتر (12 بوصة)، ثابتة مع هاون رمادي. تراكب هذا طبقة من كتل أكبر يبلغ حجمها حوالي 100 سنتيمتر (39 بوصة) بواسطة 60 سنتيمتر (24 بوصة) التي تم إصلاحها دون هاون. كان هذا النوع من البناء مشابهًا لتلك المستخدمة خلال الفترة الفينيقية د. على الرغم من أن هذا الميناء قد تم تحديده الآن بشكل موثوق، إلا أن وجود موانئ أو مناطق أخرى تستخدم لإيواء القوارب في الخلجان القريبة في أوقات مختلفة لم يستبعد. 

## جدل حول موقع BEY 194

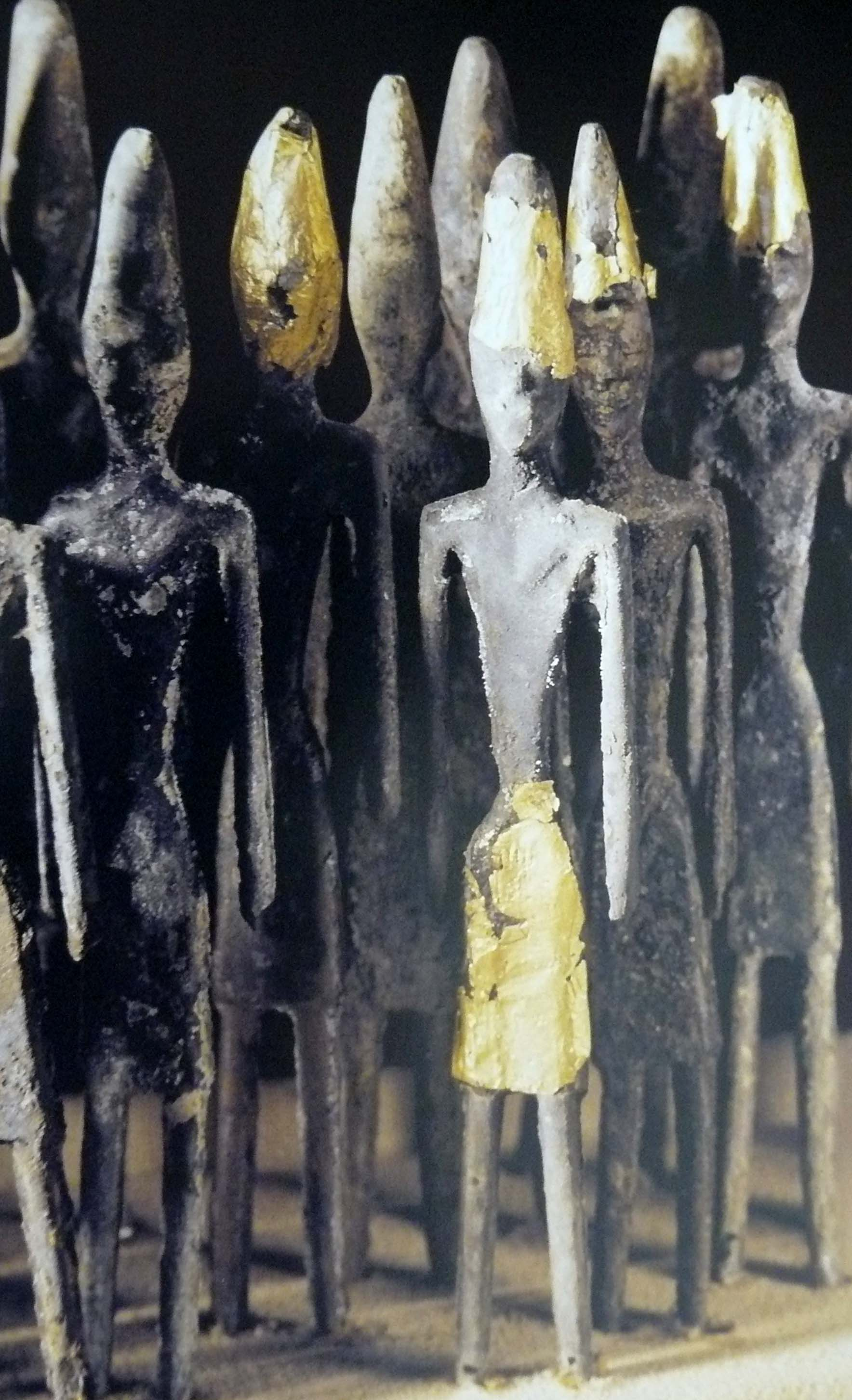
تماثيل برونزية مذهبة مزخرفة في مدينة بيبلوس (القرن التاسع عشر - الثامن عشر قبل الميلاد).

ميناء المزعوم آخر، اقترح أن تتكون من اثنين القديمة الأحواض الجافة وأسس القديم الضخم المعبد كان يقع في مؤامرة 1398 في ميناء الحصن، بيروت في لبنان.  تم هدم المرفأ المزعوم، المصنف كموقع أثري BEY 194، بالتوسع الحضري في الساعة 6:00   في 27 يونيو 2012.
تم اكتشاف ميناء المزعومة خلال البناء على الموقع في عام 2011 والتحقيق من قبل فريق من اللبنانيين علماء الآثار من المديرية العامة للآثار تحت هشام صايغ، وBA الدراسات العليا والفخار متخصص من الجامعة اللبنانية. وقيل إن الموقع يشتمل على قناتين أو مجاري مائية تشتمل على أرصفة جافة مفترضة إلى جانب حجرين رملين كبيرين، يُعتبران جزءًا من الأسس الهائلة لمعبد قديم. المنطقة المحيطة، التي تسمى ميناء الحصن، تُترجم إلى «ميناء الحصن» باللغة العربية. لم يتم الحصول على تأريخ دقيق للمباني، ولكن كان هناك عدد قليل من اكتشافات الفخار في الموقع الذي يرجع تاريخه إلى القرن الخامس قبل الميلاد.
نشأ الجدل في يونيو 2012، عندما حصل وزير الثقافة اللبناني، جابي لعيون ، على شركة خاصة تدعى شركة فينوس تاورز للتطوير العقاري، لتدمير أنقاض المشروع الإنشائي بقيمة 500 مليون دولار لثلاثة ناطحات سحاب وحديقة في ميناء الحصن. خلف فندق مونرو في وسط بيروت. رسائل من فرانشيسكو بندارين، المدير العام المساعد للثقافة في اليونسكو ومدير مركز التراث العالمي، والمجلس الدولي للآثار والمواقع (ICOMOS) بتاريخ مارس ومايو 2012 على التوالي، أعربت عن قلقها وعرضت تقديم الخبرات والآراء بشأن الموقع، وكلاهما يبدو أنه تم رفض من قبل الوزير. تم تصنيف الميناء المزعوم على أنه «تراث ثقافي» من قبل الوزير السابق سليم وردة ولجنته العلمية بما في ذلك لور سلوم وأنيس تشايا ونادين بانايوت وأسعد سيف بناءً على تقرير صايغ. أعرب خبراء وعلماء الآثار غيرها من مختلف وجهات النظر مما يدل على أهمية هذا الاكتشاف، بما في ذلك جان إيف أومبرور (مدير الأبحاث في C N R S ومدير مركز دراسات الإسكندرية)، ديفيد بلاكمان (الباحث في جامعة أكسفورد)، مارغريت يون (للبحوث المدير الفخري في جامعة ليون والمدير السابق للبعثة الفرنسية الأثري سلاميس، كاليوبي Ba i k a ، كيتيون ورأس شمرا - أوغاريت)، آنا-ماريا B u s i l a (دكتوراه جامعة ياش، رومانيا) وجان كريستوف S o u r i s s e a u (المسؤولة عن التنقيب عن K i t i o n في قبرص). الادعاء بأن الموقع كان مرفأًا تم مناقشته من قبل لجنة علمية جديدة من علماء الآثار عينت من قبل لعيون بما في ذلك حسن سلام سركيس وألبرت النقاش وسمير شامي استنادًا إلى تقارير عن هانز كيرفر (الذي دعم في البداية النتائج التي توصل إليها ساجيه، ثم عكس رأيه) ورالف بيدرسن باحث مشارك في معهد الآثار البحرية ويدرس الآن في ماربورغ في ألمانيا. تم تكليف تقرير البناء من قبل شركة البناء ورفض مزاعم صايغ بأن الخنادق يمكن أن تستخدم كميناء أو رصيف جاف على عدة معايير. أثيرت أسئلة حول حجم الخنادق وارتفاعها، ومدى ملاءمتها للسفن العسكرية، وتشابهها مع الأرصفة الفينيقية الأخرى في المنطقة وبعدها عن البحر. وكانت خنادق الرصيف الجاف في تلك الفترة عادةً ما تقطع ثقوبًا في جانبها لتناسب الدعامات الخشبية للسفن، وكانت غائبة عن المؤامرة في ميناء الحصن. وأثيرت اقتراحات حول منهم من الممرات الانسيابية ل المحجر، ولكن الغرض على وجه الدقة لا يوجد إجماع واضح. لا يمكن حساب المشكلة على بعد المسافة من البحر بسبب تقلبات مستوى سطح البحر في الفترة الفينيقية، ومع ذلك لم يتم تحديد تاريخ محدد لبناء خنادق قطع الأساس.   
لم يتم تجديد عقد هشام الصايغ مع الوزارة، وفي 27 يونيو زعم أنه استقال في خطاب اتهم فيه فينوس تاورز بمحاولة الرشوة لتزوير المعلومات العلمية. «لقد رفضت مع وزراء الثقافة السابقين الرشاوى التي قدمتها بسخاء شركة فينوس، مالك الأرض حتى نتفق على تزوير الحقيقة العلمية وتحويل أصل هذا الاكتشاف وأهميته في قلب العاصمة بيروت». ونقلت الصحيفة عن الوزير السابق وردة قوله: «لن يتخيل أي شخص عاقل أنه من الممكن إعطاء طلب عبر الهاتف إلى شركة لهدم الموقع، وأن الشركة ستكون على استعداد بالجرافات لتنفيذ التدمير دون انتظار المرسوم الذي سينشر في الجريدة الرسمية.»  
استنادًا إلى معلومات صايغ، أيد أسعد سيف، منسق البحوث الأثرية والحفريات في لبنان في المديرية العامة للآثار، في رسالة مؤرخة أبريل 2011، هذا الاكتشاف ودعا إلى حماية المنطقة، واقترح توفير تعويض عادل لل شركة البناء. ووصفه بأنه اكتشاف مهم لدراسة العصر الفينيقي في بيروت، وخاصة قبل 100 قبل الميلاد، قائلاً: «نحن بحاجة إلى الحفاظ على هذا الموقع وكتلته المحيطة، الأمر الذي يتطلب من شركة البناء إجراء التعديلات المناسبة على مشروعها. .»  يوافق سيف الآن على تقرير التقييم الصادر عن اللجنة الدولية وتقرير الخبراء بأن BEY 194 لم يستخدم كمنفذ وأن بيانات S a y e g h لم تكن موثوقة على الإطلاق ولديها الكثير من التناقضات في الطبقات والتاريخ.
أثارت جمعيات ومنظمات مدنية لبنانية أخرى انتقادات وجدلًا حول هذه القضية. يقود باسكال إنجيا، رئيس جمعية حماية التراث اللبناني، الجهود المبذولة لوقف الهدم، قائلاً «لم يتبق شيء. نشعر بالفزع من أولئك الذين يحرقون الإطارات. لكن المخربين الحقيقيين يرتدون العلاقات. لو علمنا في وقت سابق، لكان بإمكاننا وقف هذه المذبحة» . كما عبر الناشط البارز، جورجيو تراف، المتحدث باسم منظمة إنقاذ بيروت التراثية، عن رعبه من سرعة ومدى الهدم، الذي قابلته صحيفة الأخبار (لبنان) ، وقال «إنهم (الحكومة) يتحدثون عن نوع من نهج التخفيف حيث ينتقلون الحجارة والحفاظ عليها بطريقة من شأنها أن تترك مجالا للتنمية. لم يحدث هذا حتى   - اليوم لن يبقى شيء». بعد الإجراءات التي اتخذتها هذه المنظمات غير الحكومية والناشطين اللبنانيين مثل رجا نجم، أوقف القاضي نديم زوين مؤقتًا أنشطة البناء.  رفض الزوين تمديد الحظر يوم الاثنين الموافق 9 يوليو، قائلاً إنه من الأفضل مخاطبة مجلس الشورى لمثل هذه القرارات. كما ظهر في 9 يوليو أن شركة Venus Towers ، شركة الإنشاءات، لم يكن لديها الترخيص المناسب لحفر الموقع بسبب خطأ إداري. تم تغريم الشركة 500000 ليرة لبنانية، واعترف العضو المنتدب محمد قاسم بانتهاء ترخيصهم مع تأكيد رأيه بأنه لا يوجد دليل على وجود سفينة أو ميناء على أرضه.
تم تدمير الموقع الأثري BEY 194 قبل يومين من نشر قرار الوزير لايون في الجريدة الرسمية، مما أدى إلى ادعاءات أنه تصرف في انتهاك للقانون اللبناني ووضع سابقة تتعلق بأعمال مماثلة في المستقبل.  تؤكد الوزارة أن رفع السرية عن الموقع قد تم من خلال الإجراءات القانونية المعتمدة من قبل المؤسسات الحكومية. 
خلص تقرير بيدرسون إلى أن الخنادق كانت 3.9 متر (13 قدم) و 4.2 متر (14 قدم) عرضه وهو كبير فقط بما يكفي للمصارف الصغيرة المفردة التي يبلغ طولها حوالي 18 مترًا، والتي لم تكن متوازية، في ارتفاعات مختلفة وليست جزءًا من مجمع عسكري. الأهم من ذلك أن قيعان الخنادق لم تكن منحدرًا سلسًا مطلوبًا لسحب السفن لأعلى ولأسفل - كان هناك منحدرات قصيرة بطول يتراوح ما بين 8 إلى 9 أمتار، وخطوات، ومستويات مسطّحة، وحتى جزء أظهر ميلًا عكسيًا بسيطًا. في حين أن رفض الموقع في BEY 194 بشكل رسمي كميناء فينيقي، فإنه لا يقدم أي اقتراح حول ما يمكن أن تستخدمه الخنادق وفي أي تاريخ، يحتفظ المضاربات على وظيفتها بأنها «مثيرة للاهتمام» والتي ربما ستبقى الآن إلى الأبد لغزًا. 

## روابط خارجية
- مقابلة الجديد مع جابي لايون حول قضية الميناء الفينيقي مع الإشارة إلى أن هشام الصايغ لا يزال موظفًا في الدقيقة 38
- تم تدمير حوض بناء السفن الفينيقي الذي يبلغ عمره 2500 عام اليوم في بيروت - حمص للتفكير
- جمعية حماية التراث اللبناني